# Dresserus colsoni
Dresserus colsoni är en spindelart som beskrevs av Tucker 1920. Dresserus colsoni ingår i släktet Dresserus och familjen sammetsspindlar. Inga underarter finns listade i Catalogue of Life.